# Licania octandra
Licania octandra är en tvåhjärtbladig växtart som först beskrevs av Johann Jakob Roemer, Schult. och Johann Centurius von Hoffmannsegg, och fick sitt nu gällande namn av Carl Ernst Otto Kuntze. Licania octandra ingår i släktet Licania och familjen Chrysobalanaceae. Inga underarter finns listade i Catalogue of Life.